# Грёнборг, Рикард
Рикард Грёнборг (швед. Rikard Grönborg; род. 8 июня 1968, Худдинге, Стокгольм) — шведский хоккеист (защитник) и хоккейный тренер, нынешний наставник финского клуба «Таппара». В 2016—2019 годах был главным тренером сборной Швеции, выиграв с ней два чемпионата мира (2017, 2018).

## Карьера игрока
Выступал за команды второго по значимости дивизиона Швеции («Худдинге», «Тюринге», «Хаммарбю») и в NCAA за команду Университета Сент-Клауд, где получил степень бакалавра. Также играл в лиге по инлайн-хоккею Roller Hockey International (за команду «Финикс Кобрас» в 1994—1995 годах).

## Карьера тренера
Тренерскую карьеру начал как ассистент в командах NCAA. В 1998—2001 годах — главный тренер и менеджер юниорской команды «Грейт-Фолс Американс» (America West Hockey League), в 2002—2003 — главный тренер и менеджер «Сентрал Техас Блэкхокс» из той же лиги, в 2004—2005 — ассистент в «Спокан Чифс» (WHL).
С 2006 года он работает в тренерских штабах сборных Швеции. Был тренером сборной до 18 лет и одновременно помощником тренера сборной до 20 лет, позже возглавил сборную до 20 лет и вошёл в тренерский штаб основной сборной Швеции. Как член тренерского штаба сборной Швеции привёл команду к титулу чемпионов мира в 2013 году и к серебряным медалям Олимпийских игр 2014 года.
На чемпионате мира 2014 года в полуфинале Рикард Грёнборг повздорил с Олегом Знарком, главным тренером российской команды: в ответ на нецензурную ругань Грёнборга Знарок показал тому угрожающий жест, проведя пальцем по горлу. В итоге обоих дисквалифицировали на матчи за третье место и финал соответственно. Впоследствии Грёнборг и Знарок примирились.
25 августа 2015 года Федерация хоккея Швеции сообщила, что Грёнборг назначен главным тренером сборной Швеции на Кубке мира 2016. В 2017 году команда Грёнборга выиграла чемпионат мира. Он же руководил командой Швеции на хоккейном турнире зимних Олимпийских игр 2018 года, его сборная сенсационно проиграла Германии в четвертьфинале со счётом 4:3 в овертайме.
9 мая 2019 года подписал двухлетний контракт с клубом «Цюрих Лайонс».
В 2023 году Грёнборг подписал трёхлетний контракт в качестве главного тренера с финским клубом «Таппара». Его первый сезон на посту главного тренера «Таппары», завершился победой в чемпионате Финляндии и взятием кубка «Канада-малья».

## Тренерские достижения
молодёжная сборная Швеции (главный тренер)
- Серебряный призёр молодёжного чемпионата мира: 2014

сборная Швеции (член тренерского штаба)
- Серебряный призёр Олимпийских игр: 2014
- Победитель чемпионата мира: 2013
- Бронзовый призёр чемпионата мира: 2014

сборная Швеции (главный тренер)
- Победитель чемпионата мира: 2017
- Победитель чемпионата мира: 2018

Цюрих Лайонс (главный тренер)
- Серебряный призёр чемпионата Швейцарии: 2021/22

Таппара (главный тренер)
- Чемпион Финляндии: 2023/24